# Vendrenneau
Der Vendrenneau ist ein kleiner Fluss in Frankreich, der im Département Vendée in der Region Pays de la Loire verläuft. Er entspringt beim Weiler La Verrie, im östlichen Gemeindegebiet von Vendrennes, entwässert generell in nordwestlicher Richtung und mündet nach rund 18 Kilometern an der Gemeindegrenze von Saint-André-Goule-d’Oie und Chavagnes-en-Paillers als rechter Nebenfluss in die Petite Maine. In seinem Oberlauf quert der Vendrenneau die Autobahn A87.

## Orte am Fluss
(Reihenfolge in Fließrichtung)
- La Verrie, Gemeinde Vendrennes
- Vendrennes
- Saint-Fulgent
- La Boninière, Gemeinde Saint-André-Goule-d’Oie
- La Chaunière, Gemeinde Saint-Fulgent
- La Cornuère, Gemeinde Chavagnes-en-Paillers
- Le Coin, Gemeinde Saint-André-Goule-d’Oie

## Sehenswürdigkeiten
- Château de Vendrennes, ehemals befestigte Burganlage mit Ursprüngen aus dem 12. Jahrhundert, in Vendrennes am Flussufer – Monument historique[4]

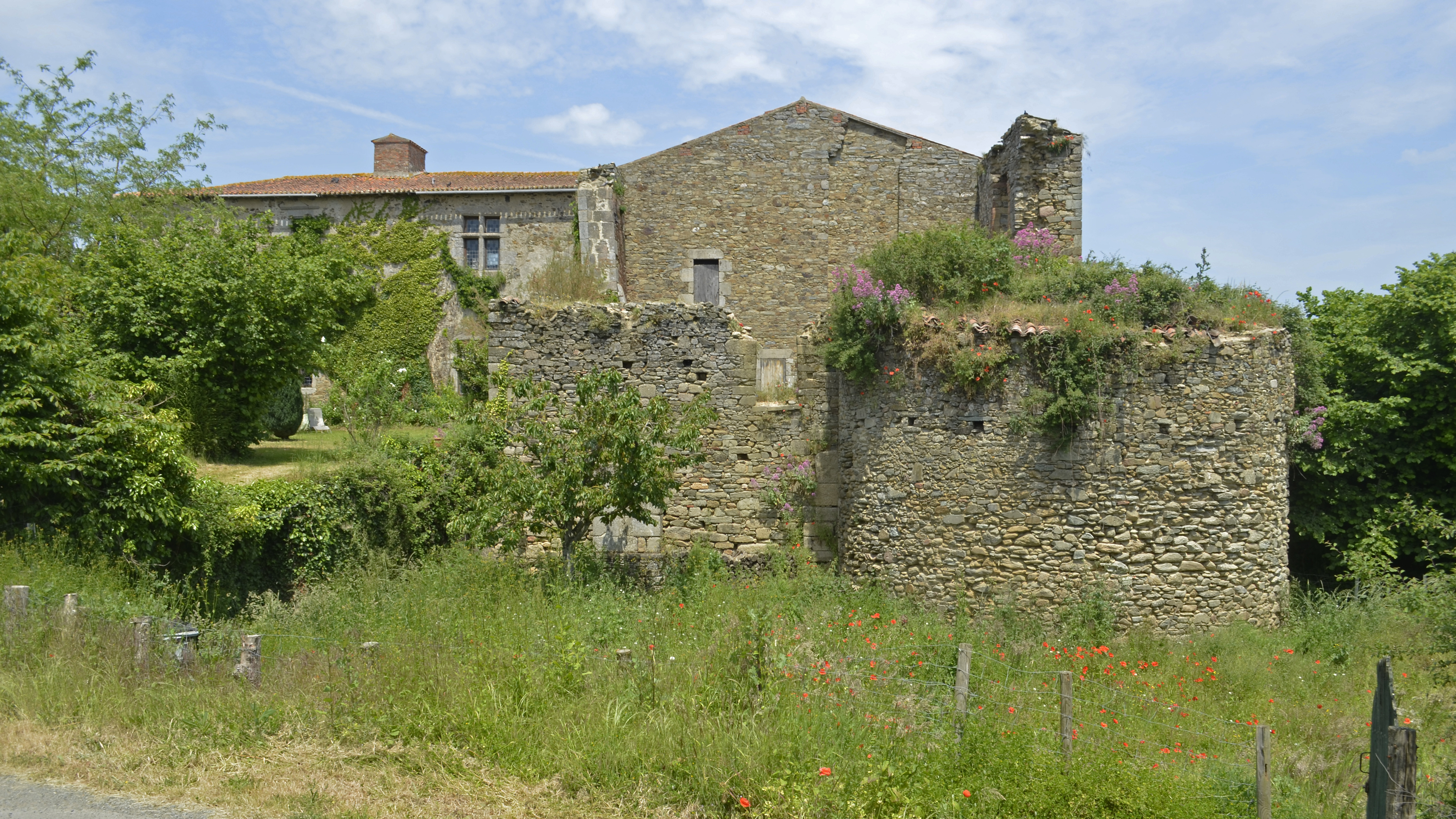
Château de Vendrennes